# 외연성
논리학에서 외연성(外延性, extensionality) 또는 외연적 동일성(外延的同一性, extensional equality)은 외부 속성이 같으면 객체가 같다고 판단하는 원칙을 의미한다. 이는 객체의 내부 정의가 동일한지와 관련된 내포 개념과 대조된다.

## 수학에서
위에 논의된 함수의 동일성에 대한 외연적 정의는 수학에서 흔히 사용된다.
비슷한 외연적 정의가 일반적으로 관계에도 사용된다. 두 관계는 외연이 같을 때 같다고 한다.
집합론에서는 외연성 공리에 따라 두 집합이 같을 때는 두 집합이 같은 원소를 포함하고 있을 때뿐이다. 집합론으로 형식화된 수학에서는 관계, 특히 함수를 위에서 언급한 외연과 동일시하는 것이 일반적이므로 같은 외연을 갖는 두 관계나 함수를 구분하는 것은 불가능하다.
다른 수학적 대상들도 "동일성"이라는 직관적인 개념이 집합 수준의 외연적 동일성과 일치하도록 구성된다. 따라서 동일한 순서쌍은 동일한 원소를 가지며, 동치 관계로 관련된 집합의 원소는 같은 동치류에 속한다.
유형 이론적 수학 기초는 일반적으로 이러한 의미에서 외연적이지 않으며, 집합체는 내포적 동일성과 보다 일반적인 동치 관계 (일반적으로 구성 가능성이나 결정 가능성이 좋지 않다)의 차이를 유지하는 데 일반적으로 사용된다.

## 외연성 원칙
수학에는 다양한 외연성 원칙이 있다.
- 술어 {\displaystyle P,Q}의 명제 외연성: {\displaystyle P\iff Q}이면 {\displaystyle P=Q}이다.
- 함수 {\displaystyle f,g}의 함수 외연성: {\displaystyle \forall x,fx=gx}이면 {\displaystyle f=g}이다.
- 유형 {\displaystyle A}, {\displaystyle B}의 일가성:[1]:2.10 {\displaystyle A\simeq B}이면 {\displaystyle A=B}이며, 여기서 {\displaystyle \simeq }는 호모토피 동치를 나타낸다.

선택된 기초에 따라 일부 외연성 원칙이 다른 원칙을 함의할 수 있다. 예를 들어, 일가적 기초에서는 일가성 공리가 명제 외연성과 함수 외연성을 모두 함의한다는 것은 잘 알려져 있다. 외연성 원칙은 일반적으로 공리로 가정되며, 특히 계산 내용이 보존되어야 하는 유형 이론에서 그렇다. 그러나 집합론 및 기타 외연적 기초에서는 함수 외연성이 기본적으로 성립함을 증명할 수 있다.

## 예시
다음과 같이 자연수에서 자연수로 사상되는 두 함수 f와 g를 생각해 보자.
- f(n)을 찾으려면 먼저 n에 5를 더하고 2를 곱한다.
- g(n)을 찾으려면 먼저 n에 2를 곱하고 10을 더한다.

이 함수들은 외연적으로 동일하다. 즉, 동일한 입력이 주어지면 두 함수는 항상 동일한 값을 생성한다. 그러나 함수의 정의는 동일하지 않으며, 이러한 내포적 의미에서 함수는 같지 않다.
마찬가지로 자연어에는 내포적으로 다르지만 외연적으로 동일한 술어(관계)가 많다. 예를 들어, 마을에 조라는 이름을 가진 사람이 한 명뿐이며, 그가 마을에서 가장 나이가 많은 사람이라고 가정해 보자. 그렇다면 "조라는 이름"과 "가장 나이가 많은 사람"이라는 두 술어는 내포적으로는 다르지만, 이 마을의 (현재) 인구에 대해서는 외연적으로 동일하다.

## 같이 보기
- 식별불가능자 동일성 원리
- 일가성 공리
- 유형 이론
- 덕 타이핑

## 참고 자료
- Marcus, Ruth Barcan (January 1960). 《Extensionality》. 《Mind》 69. 55–62쪽. doi:10.1093/mind/LXIX.273.55. ISSN 0026-4423. JSTOR 2251588.
- Sagi, Gil (2017년 5월 29일). 《Extensionality and logicality》. 《신세》 (영어) 198. 1095–1119쪽. doi:10.1007/s11229-017-1447-3. ISSN 1573-0964. 2023년 8월 5일에 원본 문서에서 보존된 문서. 2025년 5월 29일에 확인함.
- Carnap, Rudolf (1943). 《Formalization of Logic》. Studies in Semantics II. 하버드 대학교 출판부.
- Intensional Logic (스탠퍼드 철학 백과사전)
- NLab의 동일성